# Список эпизодов телесериала «Воздействие»
Список серий телесериала американского телесериала «Воздействие» канала TNT в жанрах криминальной драмы и комедии с Тимоти Хаттоном в главной роли. Нейт Форд, бывший следователь страховой компании, возглавляет команду, в которую входят актриса и мошенница Софи Деверо, специалист широкого профиля Эллиот Спенсер, воровка Паркер и хакер Алек Хардисон. Эта команда помогает людям, пострадавшим от рук нечистоплотных богачей или, если вежливо, — сильных мира сего, а попросту — воров.

## Обзор
| Сезон | Сезон | Эпизоды | Оригинальная дата показа | Оригинальная дата показа |
| Сезон | Сезон | Эпизоды | Премьера сезона          | Финал сезона             |
| ----- | ----- | ------- | ------------------------ | ------------------------ |
|       | 1     | 13      | 7 декабря 2008           | 24 февраля 2009          |
|       | 2     | 15      | 15 июля 2009             | 17 февраля 2010          |
|       | 3     | 16      | 20 июня 2010             | 19 декабря 2010          |
|       | 4     | 18      | 26 июня 2011             | 15 января 2012           |
|       | 5     | 15      | 15 июля 2012             | 25 декабря 2012          |

## Список серий

### Сезон 1 (2008–09)
| № общий | № в сезоне | Название                                      | Режиссёр        | Автор сценария                 | Дата премьеры   | Зрители в США (млн) |
| ------- | ---------- | --------------------------------------------- | --------------- | ------------------------------ | --------------- | ------------------- |
| 1       | 1          | «The Nigerian Job» «Нигерийское дело»         | Дин Девлин      | Джон Роджерс и Крис Дауни      | 7 декабря 2008  | 4,99                |
| 2       | 2          | «The Homecoming Job» «Ветеранское дело»       | Дин Девлин      | Джон Роджерс                   | 9 декабря 2008  | 3,11                |
| 3       | 3          | «The Two-Horse Job» «Дело о двух лошадях»     | Крейг Р. Баксли | Мелисса Гленн и Джессика Ридер | 16 декабря 2008 | 2,98                |
| 4       | 4          | «The Miracle Job» «Церковное дело»            | Арвин Браун     | Кристина Бойлан                | 23 декабря 2008 | 2,66                |
| 5       | 5          | «The Bank Shot Job» «Банковское дело»         | Дин Девлин      | Эми Берг                       | 30 декабря 2008 | 3,77                |
| 6       | 6          | «The Stork Job» «Семейное дело»               | Марк Роскин     | Альберт Ким                    | 6 января 2009   | 2,85                |
| 7       | 7          | «The Wedding Job» «Свадебное дело»            | Джонатан Фрейкс | Крис Дауни                     | 13 января 2009  | 2,66                |
| 8       | 8          | «The Mile High Job» «Дело на большой высоте»  | Роб Минкофф     | Эми Берг                       | 20 января 2009  | 2,83                |
| 9       | 9          | «The Snow Job» «Снежное дело»                 | Тони Билл       | Альберт Ким                    | 27 января 2009  | 2,81                |
| 10      | 10         | «The 12-Step Job» «Дело о реабилитации»       | Род Харди       | Эми Берг и Крис Дауни          | 3 февраля 2009  | 2,79                |
| 11      | 11         | «The Juror #6 Job» «Дело о присяжном № 6»     | Джонатан Фрейкс | Ребекка Кирш                   | 10 февраля 2009 | 3,21                |
| 12      | 12         | «The First David Job» «Дело о первом Давиде»  | Дин Девлин      | Джон Роджерс                   | 17 февраля 2009 | 2,91                |
| 13      | 13         | «The Second David Job» «Дело о втором Давиде» | Дин Девлин      | Крис Дауни и Джон Роджерс      | 24 февраля 2009 | 3,32                |

### Сезон 2 (2009–10)
| № общий | № в сезоне | Название                                                       | Режиссёр        | Автор сценария                 | Дата премьеры   | Зрители в США (млн) |
| ------- | ---------- | -------------------------------------------------------------- | --------------- | ------------------------------ | --------------- | ------------------- |
| 14      | 1          | «The Beantown Bailout Job» «Дело о бостонской субсидии»        | Дин Девлин      | Джон Роджерс                   | 15 июля 2009    | 3,89                |
| 15      | 2          | «The Tap-Out Job» «Дело о поражении»                           | Марк Роскин     | Альберт Ким                    | 22 июля 2009    | 3,05                |
| 16      | 3          | «The Order 23 Job» «Дело об эпидемии»                          | Род Харди       | Крис Дауни                     | 29 июля 2009    | 3,68                |
| 17      | 4          | «The Fairy Godparents Job» «Дело о волшебных феях»             | Джонатан Фрейкс | Эми Берг                       | 5 августа 2009  | 3,69                |
| 18      | 5          | «The Three Days of the Hunter Job» «Дело о „трёх днях Хантер“» | Марк Роскин     | Мелисса Гленн и Джессика Ридер | 12 августа 2009 | 3,16                |
| 19      | 6          | «The Top Hat Job» «Дело о фокусах»                             | Питер O'Фэллон  | M. Скотт Вич и Кристина Бойлан | 19 августа 2009 | 3,43                |
| 20      | 7          | «The Two Live Crew Job» «Дело о двух командах»                 | Дин Девлин      | Эми Берг и Джон Роджерс        | 26 августа 2009 | 3,73                |
| 21      | 8          | «The Ice Man Job» «Ледяное дело»                               | Джеремайа Чечик | Кристина Бойлан                | 2 сентября 2009 | 3,58                |
| 22      | 9          | «The Lost Heir Job» «Дело о потерянном наследнике»             | Питер Винтер    | Крис Дауни                     | 9 сентября 2009 | 3,37                |
| 23      | 10         | «The Runway Job» «Дело о высокой моде»                         | Марк Роскин     | Альберт Ким                    | 13 января 2010  | 3,69                |
| 24      | 11         | «The Bottle Job» «Дело о бутылке»                              | Джонатан Фрейкс | Кристина Бойлан                | 20 января 2010  | 3,00                |
| 25      | 12         | «The Zanzibar Marketplace Job» «Дело о занзибарском базаре»    | Джеремайа Чечик | Мелисса Гленн и Джессика Гидер | 27 января 2010  | 3,02                |
| 26      | 13         | «The Future Job» «Дело о будущем»                              | Марк Роскин     | Эми Берг и Крис Дауни          | 3 февраля 2010  | 2,91                |
| 27      | 14         | «The Three Strikes Job» «Дело о бейсболе»                      | Дин Девлин      | Джон Роджерс                   | 10 февраля 2010 | 2,8                 |
| 28      | 15         | «The Maltese Falcon Job» «Дело о мальтийском соколе»           | Дин Девлин      | Джон Роджерс                   | 17 февраля 2010 | 2,8                 |

### Сезон 3 (2010)
| № общий | № в сезоне | Название                                       | Режиссёр        | Автор сценария                 | Дата премьеры   | Зрители в США (млн) |
| ------- | ---------- | ---------------------------------------------- | --------------- | ------------------------------ | --------------- | ------------------- |
| 29      | 1          | «The Jailhouse Job» «Тюремное дело»            | Дин Девлин      | Джон Роджерс                   | 20 июня 2010    | 3,11                |
| 30      | 2          | «The Reunion Job» «Дело об одноклассниках»     | Джонатан Фрейкс | Майкл Колтон и Джон Эбод       | 20 июня 2010    | 2,95                |
| 31      | 3          | «The Inside Job» «Внутреннее дело»             | Джон Роджерс    | Джоффри Торн                   | 27 июня 2010    | 3,45                |
| 32      | 4          | «The Scheherazade Job» «Дело о Шахерезаде»     | Питер Винтер    | Крис Дауни                     | 27 июня 2010    | 3,24                |
| 33      | 5          | «The Double-Blind Job» «Дело о лекарствах»     | Марк Роскин     | Мелисса Гленн и Джессика Ридер | 11 июля 2010    | 2,89                |
| 34      | 6          | «The Studio Job» «Дело о студии»               | Джонотан Фрейкс | M. Скотт Вич                   | 18 июля 2010    | 3,91                |
| 35      | 7          | «The Gone-Fishin' Job» «Дело о рыбалке»        | Джон Харрисон   | Ребекка Кирш                   | 25 июля 2010    | 3,91                |
| 36      | 8          | «The Boost Job» «Дело об угоне»                | Марк Роскин     | Альберт Ким                    | 1 августа 2010  | 3,49                |
| 37      | 9          | «The Three-Card Monte Job» «Дело о напёрстках» | Дин Девлин      | Кристина Бойлан                | 8 августа 2010  | 3,21                |
| 38      | 10         | «The Underground Job» «Дело о шахте»           | Марк Роскин     | Мелисса Гленн и Джессика Ридер | 15 августа 2010 | 3,12                |
| 39      | 11         | «The Rashomon Job» «Дело пятилетней давности»  | Арвин Браун     | Джон Роджерс                   | 22 августа 2010 | 3,37                |
| 40      | 12         | «The King George Job» «Дело о короле Георге»   | Миллисен Шелтон | Кристина Бойлан                | 29 августа 2010 | 2,89                |
| 41      | 13         | «The Morning After Job» «Дело о пробуждении»   | Джонатан Фрейкс | Крис Дауни                     | 5 сентября 2010 | 3,74                |
| 42      | 14         | «The Ho Ho Ho Job» «Дело о Рождестве»          | Марк Роскин     | Майкл Колтон и Джон Эбод       | 12 декабря 2010 | 2,10                |
| 43      | 15         | «The Big Bang Job» «Дело о большом взрыве»     | Марк Роскин     | Крис Дауни и Джоффри Торн      | 19 декабря 2010 | 4,00                |
| 44      | 16         | «The San Lorenzo Job» «Дело о Сан-Лоренцо»     | Марк Роскин     | Джон Роджерс и M. Скотт Вич    | 19 декабря 2010 | 4,20                |

### Сезон 4 (2011–12)
| № общий | № в сезоне | Название                                                | Режиссёр        | Автор сценария                                                  | Дата премьеры   | Зрители в США (млн) |
| ------- | ---------- | ------------------------------------------------------- | --------------- | --------------------------------------------------------------- | --------------- | ------------------- |
| 45      | 1          | «The Long Way Down Job» «Дело о длинном спуске»         | Дин Девлин      | Джо Хортуа и Джон Роджерс                                       | 26 июня 2011    | 3,42                |
| 46      | 2          | «The Ten Li'l Grifters Job» «Дело „Десять нахалят“»     | Арвин Браун     | Джоффри Торн                                                    | 3 июля 2011     | 2,46                |
| 47      | 3          | «The 15 Minutes Job» «Дело пятнадцати минут»            | Марк Роскин     | Джош Шаер                                                       | 10 июля 2011    | 3,24                |
| 48      | 4          | «The Van Gogh Job» «Дело о Ван Гоге»                    | Джон Роджерс    | Крис Дауни                                                      | 17 июля 2011    | 4,06                |
| 49      | 5          | «The Hot Potato Job» «Дело о горячей картошке»          | Джон Харрисон   | Джен Као                                                        | 24 июля 2011    | 3,25                |
| 50      | 6          | «The Carnival Job» «Дело о ярмарке»                     | Фрэнк Оз        | M. Скотт Вич и Пол Гайот                                        | 31 июля 2011    | 3,38                |
| 51      | 7          | «The Grave Danger Job» «Смертельно опасное дело»        | Джон Харрисон   | Ребекка Кирш                                                    | 14 августа 2011 | 3,36                |
| 52      | 8          | «The Boiler Room Job» «Дело о биржевых махинациях»      | Арвин Браун     | Пол Гайот                                                       | 14 августа 2011 | 3,29                |
| 53      | 9          | «The Cross My Heart Job» «Дело о клятве»                | П. Дж. Пэш      | История: Бен Фаст и Скотт Уолан Телесценарий: Джереми Бернштейн | 21 августа 2011 | 3,03                |
| 54      | 10         | «The Queen's Gambit Job» «Дело „Ферзевый гамбит“»       | Джонатан Фрейкс | M. Скотт Вич и Ребекка Кирш                                     | 28 августа 2011 | 3,22                |
| 55      | 11         | «The Experimental Job» «Дело об эксперименте»           | Марк Роскин     | M. Скотт Вич                                                    | 27 ноября 2011  | 2,10                |
| 56      | 12         | «The Office Job» «Дело об офисе»                        | Джонатан Фрейкс | Джереми Бернштейн и Джош Шаер                                   | 4 декабря 2011  | 1,83                |
| 57      | 13         | «The Girls' Night Out Job» «Дело о вечере для девочек»  | Марк Роскин     | Крис Дауни и Джен Као                                           | 11 декабря 2011 | 1,83                |
| 58      | 14         | «The Boys' Night Out Job» «Дело о вечере для мальчиков» | Джон Роджерс    | Джон Роджерс                                                    | 18 декабря 2011 | 2,11                |
| 59      | 15         | «The Lonely Hearts Job» «Дело об одиноких сердцах»      | Джонатан Фрейкс | Керри Гловер                                                    | 25 декабря 2011 | 1,99                |
| 60      | 16         | «The Gold Job» «Дело о золоте»                          | Марк Роскин     | Джо Хартуа                                                      | 1 января 2012   | 2,26                |
| 61      | 17         | «The Radio Job» «Дело по радиосвязи»                    | Дин Девлин      | Крис Дауни и Пол Гайот                                          | 8 января 2012   | 2,32                |
| 62      | 18         | «The Last Dam Job» «Дело о дамбе»                       | Дин Девлин      | Джон Роджерс                                                    | 15 января 2012  | 2,55                |

### Сезон 5 (2012–13)
| № общий | № в сезоне | Название                                                      | Режиссёр        | Автор сценария                   | Дата премьеры    | Зрители в США (млн) |
| ------- | ---------- | ------------------------------------------------------------- | --------------- | -------------------------------- | ---------------- | ------------------- |
| 63      | 1          | «The (Very) Big Bird Job» «Дело о (слишком) большой птице»    | Джон Роджерс    | Джон Роджерс                     | 15 июля 2012     | 3,39                |
| 64      | 2          | «The Blue Line Job» «Дело о подаче»                           | Марк Роскин     | M. Скотт Вич и Пол Гайот         | 22 июля 2012     | 2,63                |
| 65      | 3          | «The First Contact Job» «Дело о первом контакте»              | Джонатан Фрейкс | Аарон Дениус Гарсиа              | 5 августа 2012   | 2,61                |
| 66      | 4          | «The French Connection Job» «Дело о французских связях»       | Таня МакКирнан  | Пол Гайот                        | 12 августа 2012  | 2,32                |
| 67      | 5          | «The Gimme a K Street Job» «Дело о подборе ключей»            | Джонатан Фрейкс | Джереми Бернштейн                | 19 августа 2012  | 2,39                |
| 68      | 6          | «The D.B. Cooper Job» «Дело о Д.Б. Купере»                    | Марк Роскин     | Крис Дауни                       | 26 августа 2012  | 2,62                |
| 69      | 7          | «The Real Fake Car Job» «Дело о настоящей ненастоящей машине» | Джон Харрисон   | Джош Шаер                        | 2 сентября 2012  | 2,35                |
| 70      | 8          | «The Broken Wing Job» «Дело о подбитом крыле»                 | Джон Хпррисон   | М. Скотт Вич и Ребекка Кирш      | 9 сентября 2012  | 2,19                |
| 71      | 9          | «The Rundown Job» «Дело о провокации»                         | Дин Девлин      | Крис Дауни и Джош Шаер           | 16 сентября 2012 | 2,63                |
| 72      | 10         | «The Frame-Up Job» «Дело о подтасовке»                        | Марк Роскин     | Джоффри Торн и Джереми Бернштейн | 23 сентября 2012 | 2,45                |
| 73      | 11         | «The Low Low Price Job» «Дело об очень низких ценах»          | Таня МакКирнан  | Ребекка Кирш                     | 27 ноября 2012   | 1,91                |
| 74      | 12         | «The White Rabbit Job» «Дело о белом кролике»                 | П. Дж. Пэш      | Джоффри Торн                     | 4 декабря 2012   | 2,42                |
| 75      | 13         | «The Corkscrew Job» «Дело о штопоре»                          | Марк Роскин     | Дженн Као                        | 11 декабря 2012  | 2,04                |
| 76      | 14         | «The Toy Job» «Игрушечное дело»                               | Джонатан Фрейкс | Джо Хартуа                       | 18 декабря 2012  | 2,23                |
| 77      | 15         | «The Long Good-bye Job» «Дело о долгом прощании»              | Дин Девлин      | Джон Роджерс и Крис Дауни        | 25 декабря 2012  | 3,04                |